# Debates Lincoln–Douglas

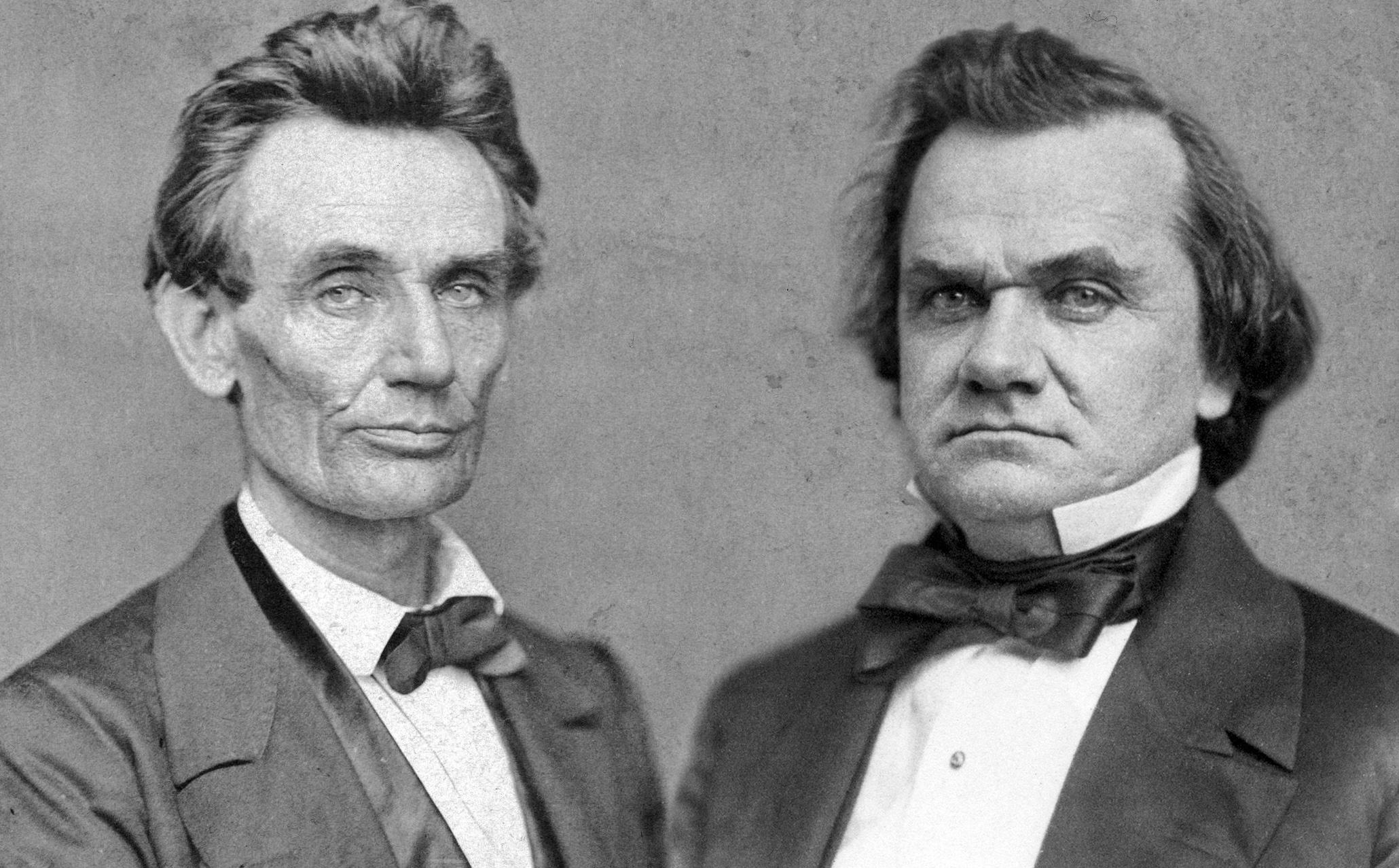
Lincoln e Douglas.

Os debates Lincoln–Douglas foram uma série de sete debates, no ano de 1858, entre dois candidatos a uma vaga no Senado dos Estados Unidos pelo estado de Illinois: o ex-deputado Abraham Lincoln, candidato republicano, e o senador Stephen Douglas, candidato democrata que tentava a re-eleição. Os debates trouxeram à tona assuntos que seriam revisitados na campanha presidencial de 1860 nos EUA. O principal assunto em discussão foi a escravidão, e especificamente a sua expansão nos novos territórios dos EUA.
Houve sete debates, um em cada distrito do estado de Illinois que ainda não havia sido visitado pelos candidatos. Os debates foram reproduzidos nos jornais de todo o país, e deram fama a Abraham Lincoln, que seria eleito em 1860 para a presidência dos EUA. 
Em seu Discurso da Casa Dividida, Lincoln havia alertado contra a divisão dos EUA entre estados escravocratas, no sul, e livres, no norte. Douglas, por sua vez, foi o autor do Ato de Kansas-Nebraska, que encerrou o Compromisso do Missouri e abriu caminho para a adoção da escravatura em territórios a norte do paralelo 36°30'. Nos debates Lincoln–Douglas, o republicano defendeu que as garantias expressas na Declaração de Independência pelos Pais Fundadores eram válidas também para pessoas negras, enquanto Douglas preferia que a extensão de direitos aos negros fosse decidida pela soberania popular, sendo uma escolha da população de cada estado. Lincoln condenava a expansão da "monstruosa injustiça da escravidão" para os novos territórios dos Estados Unidos. Para ele, a escravidão deveria ser vista como um mal, e impedida de crescer.
Douglas acusou Lincoln de ser um abolicionista e de ter procurado uma aliança com o ex-escravo Frederick Douglas. Nos debates, porém, Lincoln não defendeu o fim imediato da escravidão em todo o país nem a igualdade racial absoluta. Ele disse, no debate em Charleston:
| “ | Eu não sou, nem jamais fui, favorável à igualdade social e política das raças branca e negra, nem fui favorável a fazer dos negros jurados ou eleitores, nem permitir que ocupem cargos públicos, nem permitir que se casem com brancos; e eu vou dizer adicionalmente que existe uma diferença física entre as raças branca e negra que, eu creio, vai impedir para sempre que as duas raças vivam juntas em termos de igualdade social e política. E na extensão em que elas não possam viver assim, enquanto elas permanecerem juntas deverá haver uma posição superior e uma inferior, e como qualquer outro homem, eu defendo que a posição superior seja concedida à raça branca. Eu digo nesta ocasião que eu não penso que, porque o homem branco deve ter a posição superior, o homem negro deve ser proibido de tudo. Eu não penso que, porque eu não quero ter uma mulher negra como escrava, eu necessariamente devo tê-la como esposa. Eu penso que eu posso apenas deixá-la sozinha. | ” |

Douglas viria a vencer as eleições para o Senado por Illinois, mas sua postura, especialmente em virtude de seu pronunciamento na cidade de Freeport, conhecido como a Doutrina Freeport, dividiu o eleitorado democrata no sul dos EUA, abrindo caminho para a vitória de Lincoln nas eleições presidenciais de 1860.